# Sobór w Vienne
Sobór w Vienne – sobór zwołany przez papieża Klemensa V w latach 1311–1312 w Vienne. Jedną z decyzji soboru było zlikwidowanie drogą administracyjną zakonu templariuszy.
Klemens V podczas burzliwych obrad soboru w Vienne nie mógł zdecydować się na zniesienie zakonu templariuszy. Do tej decyzji przyczyniło się przybycie na sobór w dniu 20 marca 1312 roku króla Francji Filipa IV wraz z niewielkim oddziałem rycerzy, a papież uległ królowi. Decyzja o likwidacji zakonu templariuszy została ogłoszona na uroczystej sesji soboru 3 kwietnia 1312 roku w Katedrze św. Maurycego. Papież zasiadał na swoim tronie, mając po jednym boku króla Francji, a po drugim jego syna – Ludwika X, króla Nawarry.
Treść bulli papieskiej „Vox in exscelso”, która znosiła zakon, odczytał sam Klemens V. Słowa tej bulli zostały tak starannie dobrane, by słuchacze i czytelnicy tego dokumentu nie odnieśli wrażenia, że jest ona równoznaczna z potępieniem zakonu. W jej tekście można dopatrzyć się swoistego samousprawiedliwienia papieża. Przypomina on, że w swojej przeszłości Kościół rzymski rozwiązywał już inne wybitne i zasłużone zakony za nieporównywalnie mniejsze przewinienia, nawet w sytuacjach gdy nie obciążały one każdego z ich członków z osobna. Papież podkreślał też, że decyzję podjął „nie bez goryczy i zasmucenia serca”. Zakon Ubogich Rycerzy Chrystusa i Świątyni Salomona został zlikwidowany „nieodwołalnym i wiecznie mającym obowiązywać dekretem, i ustanowiono go przedmiotem wiekuistego zakazu, zabraniając wszystkim myśli o przyszłym wstąpieniu do rzeczonego zakonu, noszenia jego habitu oraz działania w charakterze templariusza”. Bulla głosiła, że gdyby ktokolwiek postąpił wbrew temu zakazowi, narazi się na karę ekskomuniki.